# Teddy Weatherford
Theodore Weatherford (* 11. Oktober 1903 in Pocahontas, West Virginia; † 25. April 1945 in Kalkutta) war ein US-amerikanischer Pianist des Swing des Stride-Piano-Stils.
Teddy Weatherford wurde in Pocahontas im Bundesstaat Virginia geboren und wuchs im benachbarten Bluefield, West Virginia auf. Von 1915 bis 1920 lebte er in New Orleans, wo er das Jazz-Klavierspiel lernte. Dann zog er nach Chicago und arbeitete dort mit den Bands von Erskine Tate, Louis Armstrong und Johnny Dodds. Er war Vorbild für den jungen Earl Hines.
Weatherford wanderte später aus den Vereinigten Staaten aus, zog zuerst nach Amsterdam, dann nach Asien, wo er 1926 in Kalkutta als Pianist arbeitete. 1929 spielte er in Shanghai. In den frühen 1930er Jahren leitete er eine Band im Taj Mahal Hotel in Bombay. Außerdem spielte er in Cricket Smiths Band in Jakarta. 1937 übernahm er die Leitung dieser Band in Ceylon (heute Sri Lanka), im selben Jahr entstanden Aufnahmen in Paris für das Label Swing. Zu Beginn der 1940er Jahre hatte er eine eigene Band in Kalkutta, wo er auch Radioaufnahmen für den Armed Forces Radio Service machte. In seiner Band spielten Musiker wie Bridget Althea Moe, Jimmy Witherspoon, Roy Butler und Gery Scott. 1942 entstanden in Indien acht Titel für  EMI/Columbia, vier mit Bass/Schlagzeug-Begleitung und vier in Oktett-Besetzung.
Teddy Weatherford starb an der Cholera im Alter von nur 41 Jahren.

## Lexigraphischer Eintrag
- Carlo Bohländer, Karl Heinz Holler: Reclams Jazzführer (= Reclams Universalbibliothek. Nr. 10185). 2., revidierte und erweiterte Auflage. Reclam, Stuttgart 1977, ISBN 3-15-010185-9.

| Personendaten    | Personendaten                                              |
| ---------------- | ---------------------------------------------------------- |
| NAME             | Weatherford, Teddy                                         |
| ALTERNATIVNAMEN  | Weatherford, Theodore                                      |
| KURZBESCHREIBUNG | US-amerikanischer Pianist des Swing des Stride-Piano Stils |
| GEBURTSDATUM     | 11. Oktober 1903                                           |
| GEBURTSORT       | Pocahontas, West Virginia                                  |
| STERBEDATUM      | 25. April 1945                                             |
| STERBEORT        | Kalkutta                                                   |